# 福永挽歌
福永 挽歌（ふくなが　ばんか、1886年3月22日 - 1936年5月5日）は、福井県出身の詩人、小説家、翻訳家。本名は渙（きよし）。別号に冬浦。早稲田大学卒業。東京日日新聞、万朝報などの記者を務め、のち日本女子高等学院などで教職に就いた。南アジア研究者の福永正明は、大甥である。

## 著書
- 散文詩集習作二十七篇 幸福を求むるものゝ詩 （岡村盛花堂 1911年）
- 桜井大尉の肉弾 （名著評論社 1915年） 福永渙名義
- 夜の海 （東京評論社 1920年）
- ガンヂーは叫ぶ （アルス 1930年） 福永渙名義
- ガンヂーとタゴール （四条書房 1935年） 福永渙名義

## 翻訳
- ビスマーク警句集 （秋田書院 1914年） 福永渙名義
- 武器と人 （バーナード・シヨウ、日月社 現代百科文庫梗概叢書 1914年）
- 婦人参政権運動 （実業之世界社 新知識叢書 1915年）
- 神経病の精神的療法 （ジー・エル・ワルトン、実業之世界社 1915年） 福永渙名義
- 椿姫 （ヂューマ、植竹書院 薔薇叢書 1915年）
- 廿年後 （アレキサンドル・ヂユーマ、目黒分店 1919年） 福永渙名義
- 鉄のマスク （ヂユーマ、目黒分店 1920年） 福永渙名義
- トルストイ全集 第11巻「ゲーム取人の手記」「二人の驃騎兵」「ルセルン・アリベルト」「家庭の幸福」「ポリクーシユカ」（春秋社 1920年）
- 火と剣 （シヱンキイヰツチ、叢文閣 1920年） 福永渙名義
- 茶碗の一生 ろしあ童話集 （ウオルホーフスキイ、日本評論社出版部 世界童話傑作叢書 1921年）
- 漁夫の指輪 （セルマ・ラゲルロフ、日本評論社出版部 世界童話傑作叢書 1921年）
- 蜜蜂姫 （アナトール・フランス、日本評論社出版部 世界童話傑作叢書 1921年）
- 侯爵夫人の犯罪 （アレキサンドル・ヂューマ、冬夏社 1921年） 福永渙名義
- 蠱惑の女 （アルフオンス・ドオデー、東雲堂 1922年） 福永渙名義
- 短篇三種 アリベルト（トルストイ、春秋社 1922年）
- 家庭の幸福 （トルストイ、春秋社 1922年）
- ガンヂー論 （ロマン・ローラン、アルス 1923年） 福永渙名義
- モープラア （ジョルジュ・サンド、新潮社 世界文芸全集 1923年） 福永渙名義
- 歌妓の秘密 （ジヨルジユ・オネー、アルス 1924年） 福永渙名義
- クロイツェル・ソナタ トルストイ全集 第3巻 （トルストイ全集刊行会 1925年）
- 決闘 （アントン・チエホフ、生方書店 世界名著叢書 1926年）
- 三銃士 （デユーマ、目黒書店 1927年） 福永渙名義
- ガンヂーの革命運動と宗教 （シー・エフ・アンドリュース、大鳳閣書房 1930年） 福永渙名義
- 結婚と新道徳 （バートランド・ラツセル、アルス 1930年） 福永渙名義
- ダイアナ夫人と十三人目の男 （モリース・デコブラ、先進社 1932年） 福永渙名義